# Turbonilla ignacia
Turbonilla ignacia är en snäckart. Turbonilla ignacia ingår i släktet Turbonilla och familjen Pyramidellidae. Inga underarter finns listade i Catalogue of Life.